# سیبوسیسو مویو
سیبوسیسو مویو (انگلیسی: Sibusiso Moyo; ۱۹۶۰ – ۲۰ ژانویهٔ ۲۰۲۱) سیاست‌مدار اهل زیمبابوه بود. دولت زیمبابوه چهارشنبه بعد از ظهر از درگذشت وزیر خارجه خود به دلیل ابتلا به کرونا خبر داد. سیبوسیسو مویو وزیر خارجه زیمبابوه سال ۲۰۱۷ بعد از اعلام کودتا علیه «رابرت موگابه» رئیس جمهور سابق این کشور روی کار آمد. وی بعد از قدرت گرفتن «امرسون منانگاوا» به عنوان رئیس جمهور زیمبابوه به سمت وزیر خارجه این کشور انتخاب شد. وی هنگام مرگ ۶۱ سال داشت و در بیمارستانی به دلیل ابتلا به کرونا درگذشت.
«آلن گواردزیمبا» از اعضای کابینه زیمبابوه نیز روزهای گذشته به دلیل ابتلا به کرونا درگذشت.